# 손영순
손영순(孫英順, 1942년 5월 1일 ~ )은 대한민국의 원로 배우이다.

## 생애
1963년 연극배우로 첫 데뷔하였고 1977년 영화 《엄마 없는 하늘 아래》의 단역으로 영화배우 데뷔하였다.

## 학력
- 서라벌예술초급대학 연극영화학과

## 출연작

### 영화
- 1977년 《엄마 없는 하늘아래》
- 1977년 《이어도》
- 1978년 《엄마 없는 하늘 아래 2》
- 1978년 《관세음보살》
- 1982년 《반금련》
- 1992년 《사랑전쟁》 : 숙이 모 역
- 1995년 《죽어도 좋은 경험》 : 시어머니 역
- 1996년 《학생부군신위》 : 동네 아낙 역
- 1997년 《초록물고기》 : 어머니 역
- 1999년 《연풍연가》 : 길 잃은 할머니 역
- 1999년 《링》 : 상미 조모 역
- 2000년 《박하사탕》 : 홍자 모 역
- 2000년 《산책》 : 신동네 할머니 역
- 2000년 《킬리만자로》 : 할머니 역
- 2001년 《광시곡》 : 지영 모 역
- 2001년 《봄날은 간다》 : 작은 할머니 역
- 2002년 《연애소설》 : 놀이동산 할머니 역
- 2002년 《굳세어라 금순아》 : 꽃 파는 할머니 역
- 2003년 《화성으로 간 사나이》 : 소희 할머니 역
- 2003년 《거울 속으로》 : 임준석 모 역
- 2004년 《안녕! 유에프오》 : 종점 할머니 역
- 2004년 《미소》 : 수정 모 역
- 2004년 《그녀를 믿지 마세요》 : 레스토랑 앞 할머니 역
- 2004년 《사마리아》 : 자살남 어머니 역
- 2004년 《귀여워》 : 선술집 주인 역
- 2004년 《여고생 시집가기》 : 분식집 주인 역
- 2005년 《레드 아이》 : 미선 할머니 역
- 2005년 《파송송 계란탁》 : 수박 먹는 민박집 할머니 역
- 2005년 《마파도》 : 충수 모 역
- 2005년 《혈의 누》 : 소연 조모 역
- 2005년 《여자, 정혜》 : 할머니 역
- 2005년 《안녕, 형아》 : 욱이 할머니 역
- 2005년 《외출》 : 사고 피해자 모 역
- 2005년 《사랑해, 말순씨》 : 외할머니 역
- 2006년 《투사부일체》 : 미정 할머니 역
- 2006년 《괴물》 : 버스 안 할머니 역
- 2006년 《라디오 스타》 : 호영 할머니 역
- 2006년 《잘 살아보세》 : 치매 할머니 역
- 2006년 《팔월의 일요일들》 : 소국 모 역
- 2006년 《가을로》 : 체육관 유가족 2 역
- 2006년 《삼거리 극장》 : 할머니 역
- 2006년 《싸이보그지만 괜찮아》 : 영군 외할머니 역
- 2006년 《올드 미스 다이어리》 : 팔순 할머니 역
- 2007년 《최강 로맨스》 : 동준 노모 역
- 2007년 《바람 피기 좋은 날》 : 할머니 역
- 2007년 《기담》 : 노파 역
- 2007년 《궁녀》 : 제조 상궁 역
- 2008년 《하늘을 걷는 소년》 : 노파 역
- 2009년 《실종》 : 노파 역
- 2009년 《그림자 살인》 : 외팔이 노모 역
- 2009년 《로니를 찾아서》 : 할머니 역
- 2009년 《해운대》 : 김밥 할머니 역
- 2009년 《내 사랑 내 곁에》 : 종우 모 역
- 2009년 《낯선 곳 낯선 시간》 : 무당 / 노파 (연화모) 역
- 2010년 《요술》 : 원장 선생님 역
- 2010년 《악마를 보았다》 : 경철 모 역
- 2010년 《김복남 살인사건의 전말》 : 순이 할매 역
- 2010년 《불량남녀》 : 택시 할멈 역
- 2010년 《히어로》 : 인터뷰 할머니 역
- 2011년 《혜화,동》 : 혜화 모 역
- 2011년 《사랑이 무서워》 : 평상 할머니 역
- 2011년 《풍산개》 : 윤님 역
- 2012년 《댄싱퀸》 : 철거 할머니 역
- 2013년 《파파로티》 : 장호할머니 역
- 2013년 《숨바꼭질》 : 항구아파트 할머니 역
- 2014년 《나의 독재자》 : 성근 노모 역
- 2014년 《못》 : 두용할머니 역
- 2014년 《국제시장》 : 생선가게 할머니 역
- 2015년 《오피스》 : 병국 노모 역
- 2015년 《성난 변호사》 : 노숙인 할머니 2 역
- 2015년 《히말라야》 : 주인할머니 역
- 2016년 《오빠생각》 : 마을 할머니 역
- 2016년 《섬. 사라진 사람들》 : 할머니 역
- 2016년 《엽기적인 그녀 2》 : 중국집 할머니 역
- 2017년 《부라더》 : 버럭 할머니 역
- 2017년 《쓰리룸》 : 숙녀 할머니 역
- 2018년 《안시성》 : 우대 모 역
- 2018년 《동네사람들》 : 수연할머니 역
- 2018년 《선종 무문관》 : 떡장수 노파 역
- 2019년 《난폭한 기록》 : 흑노파 역
- 2019년 《가장 보통의 연애》 : 옥수수 할머니 역
- 2019년 《판소리 복서》 : 교환할머니 역
- 2019년 《백두산》 : 피난민 할머니 역
- 2021년 《꽃손》 : 정신 역
- 2021년 《어나더 미》

### TV 드라마
- 1998년 MBC 《육남매》
- 2000년 ITV 《시트콤 헬로우 닥터》
- 2001년 KBS1 《이것이 인생이다》
- 2003년 MBC 《대장금》
- 2005년 MBC 《제5공화국》 - 김성순 역 (수지킴의 모)
- 2005년 KBS1 《고향역》
- 2005년 SBS 《백만장자와 결혼하기》 - 할머니 역
- 2005년 ~ 2006년 SBS 《마이걸》 - 일본에서 유린과 유린의 아버지를 아는 여자 역
- 2006년 KBS2 《봄의 왈츠》 - 닭장 운반하는 할아버지의 부인 역
- 2006년 KBS2 《포도밭 그 사나이》
- 2006년 KBS1 《순옥이》
- 2006년 MBC 《거침없이 하이킥》
- 2007년 KBS1 《KBS HDTV 문학관 - 카스테라》
- 2007년 MBC 《하얀거탑》
- 2007년 MBC 《히트》 - 정광호의 외할머니 역
- 2007년 KBS2 《헬로! 애기씨》 - 울고있는 이수하를 달래주는 할머니 역
- 2007년 KBS1 《하늘만큼 땅만큼》
- 2007년 MBC 《문희》
- 2008년 MBC 《천하일색 박정금》 - 용준의 환자 역
- 2008년 SBS 《며느리와 며느님》
- 2008년~2009년 SBS 《가문의 영광》 - 산파 할머니 역
- 2008년 평화방송 《땀의 순교자 탁덕 최양업》 - 절골교우촌 노파 역
- 2009년 KBS2 《꽃보다 남자》 - 환자 역
- 2009년 SBS 《찬란한 유산》 - 진성설렁탕 30주년 행사에 대해 듣는 할머니 역
- 2009년 KBS2 《솔약국집 아들들》 - 솔약국에 온 손님 역
- 2010년 KBS2 《수상한 삼형제》- 김순경에게 귤을 건넨 할머니
- 2010년 SBS 《산부인과》 - 찬민의 할머니 역
- 2010년 OCN 《야차》 - 박윤의 어머니 역
- 2011년 MBC 《반짝반짝 빛나는》 - 법률사무소에 자문하러온 할머니 역
- 2011년 OCN 《신의 퀴즈 2》 - 이소윤의 할머니 역
- 2011년~2012년 KBS2 《오작교 형제들》 - 껌 파는 할머니 역
- 2011년 KBS1 《KBS TV 문학관 - 엄지네》 - 노마님 역
- 2012년 KBS2 《넝쿨째 굴러온 당신》 - 정형외과 진료 받으러 온 할머니 역
- 2012년 OCN 《신의 퀴즈 3》 - 폐지 줍는 할머니 역
- 2012년 KBS2 《KBS 드라마 스페셜 연작 시리즈 - 소녀탐정 박해솔》
- 2012년 KBS1 《KBS TV 문학관 - 강산무진》 - 수철 모 역
- 2012년 KBS1 《별도 달도 따줄게》 - 이쁜할머니 역
- 2012년 KBS2 《KBS 드라마 스페셜 - 걱정마세요 귀신입니다》 - 할머니 역
- 2012년 SBS 《아름다운 그대에게》 - 팔찌 판매하는 할머니 역
- 2012년 MBC 《못난이 송편》 - 집주인 할머니 역
- 2012년~2013년 SBS 《드라마의 제왕》 - 어촌마을 민박집 사장 역
- 2013년 OCN 《특수사건 전담반 TEN 2》 - 최현정의 할머니 역
- 2013년 네이버TV 《무한동력》 - 동네 할머니 역
- 2014년 OCN 《귀신 보는 형사 처용》 - 여순복 역
- 2014년 MBC 《왔다! 장보리》 - 전주어르신 역
- 2014년 SBS 《너희들은 포위됐다》 - 가원이 할머니 역
- 2014년 tvN 《꽃할배 수사대》 - 최재욱의 아내 역
- 2014년~2015년 SBS 《피노키오》 - 빙판길을 알려주는 할머니 역
- 2014년~2015년 OCN 《닥터 프로스트》 - 김명민의 어머니 역
- 2015년 JTBC 《사랑하는 은동아》
- 2015년 KBS1 《가족을 지켜라》
- 2015년 SBS 《너를 사랑한 시간》 - 할머니 역
- 2015년 MBC 《밤을 걷는 선비》
- 2015년 MBC 《엄마》
- 2015년 KBS2 《KBS 드라마 스페셜 - 비밀》
- 2015년 tvN 《식샤를 합시다 2》
- 2015년 tvN 《응답하라 1988》 - 장터 국수집 할머니 역
- 2015년 웹드라마 《도대체 무슨 일이야》 - 이화할머니 역
- 2016년 MBC 《화려한 유혹》
- 2016년 SBS 《그래, 그런거야》
- 2016년 OCN 《동네의 영웅》
- 2016년 MBC 《가화만사성》
- 2016년 tvN 《시그널》
- 2016년 tvN 《기억》
- 2016년 MBC 《최고의 연인》 - 장 폴의 가짜 친모 역
- 2016년 JTBC 《마녀보감》
- 2016년 KBS2 《함부로 애틋하게》
- 2016년 tvN 《싸우자 귀신아》
- 2016년 MBC 《쇼핑왕 루이》 - 고복실의 할머니 역
- 2016년 MBC 《행복을 주는 사람》
- 2016년 SBS 《낭만닥터 김사부》 - 교통사고 피해자 가족 역
- 2016년 MBC 《언제나 봄날》
- 2016년 KBS2 《마음의 소리》 - 할머니 역
- 2017년 tvN 《쓸쓸하고 찬란하神 - 도깨비》
- 2017년 OCN 《터널》
- 2017년 MBC 《도둑놈, 도둑님》 - 할머니 역
- 2017년 SBS 《조작》
- 2017년 SBS 《언니는 살아있다》
- 2017년 MBC 《죽어야 사는 남자》 - 기사식당 할머니 역
- 2017년 OCN 《구해줘》 - 석동철의 할머니 역
- 2017년 MBC 《별별 며느리》
- 2017년 OCN 《블랙》 - 버스 안 할머니 역
- 2017년 KBS2 《흑기사》
- 2017년 tvN 《화유기》 - 노점상 할머니 역
- 2018년 tvN 《마더》
- 2018년 OCN 《작은 신의 아이들》
- 2018년 tvN 《라이브》
- 2018년 MBC 《데릴남편 오작두》
- 2018년 JTBC 《내 아이디는 강남미인》 - 현수아의 할머니 역
- 2018년 JTBC 《라이프》
- 2018년 tvN 《빅 포레스트》
- 2018년 tvN 《나인룸》 - 박연정의 어머니 역
- 2018년 tvN 《계룡선녀전》 - 귀신 역
- 2018년 OCN 《프리스트》
- 2018년 채널A 《커피야 부탁해》 - 노점상 할머니 역
- 2018년 OCN 《신의 퀴즈: 리부트》 - 노점상 할머니 역
- 2019년 JTBC 《리갈 하이》
- 2019년 SBS 《열혈사제》
- 2019년 OCN 《킬잇》 - 노점상 할머니 역
- 2019년 KBS1 《그날이 오면》 - 할머니 이장옥 역
- 2019년 KBS2 《검법남녀 2》 - 조한수의 어머니 역
- 2019년 MBC 《웰컴2라이프》
- 2019년 OCN 《타인은 지옥이다》 - 소정화의 할머니 역
- 2019년 KBS1 《꽃길만 걸어요》 - 이푸름의 할머니 역
- 2019년 TV조선 《레버리지: 사기조작단》
- 2020년 KBS1 《기막힌 유산》 - 폐지 할머니 역
- 2020년 KBS2 《KBS 드라마 스페셜 - 그곳에 두고 온 라일락》
- 2020년 JTBC 《런 온》 - 김우식의 할머니 역
- 2022년 SBS 《악의 마음을 읽는 자들》 - 이춘영 역
- 2022년 tvN 《스물다섯 스물하나》- 버스 안 할머니 역
- 2023년 KBS2 《순정복서》
- 2024년 JTBC 《비밀은 없어》
- 2024년 MBN 《나쁜 기억 지우개》 - 폐지 줍는 할머니 역

### 기타
- 1994년 MBC 《경찰청 사람들》- ep.30 (흔적없는 범인 편 📺94.01.05) ... 현봉순 식당종업원

### 연극
- 《욕망이라는 이름의 전차》
- 《제인에어》
- 《봄바람》
- 《죽이는 수녀들 이야기》 - 할머니 역